# ディリクレのL関数
ディリクレのL-関数（ディリクレのエルかんすう、Dirichlet L-function）は、リーマンゼータ関数を一般化したものである。算術級数中の素数の分布の研究に基本的な関数である。実際ディリクレは、初項と公差が互いに素であるような等差数列には無限に素数が含まれること（算術級数定理）を証明するために、この関数を導入した。最も古典的なL-関数であり、単にL-関数と呼ばれることもあるが、数論の発展に伴って類似の性質を持った数論的関数が多く考え出され、それらにもL-関数の名が付されている。
任意の整数 a に対し複素数を対応させる写像で、自然数 N に関して以下を満たす χ を法Nのディリクレ指標と呼ぶ。
{\displaystyle a\equiv b{\pmod {N}}} ならば {\displaystyle \chi (a)=\chi (b)}
{\displaystyle \chi (ab)=\chi (a)\chi (b)}
a と N が互いに素でなければ {\displaystyle \chi (a)=0}
このディリクレ指標について、
{\displaystyle L(\chi ,s)=\sum _{n=1}^{\infty }\chi (n)n^{-s}}
と L-関数を定義する。この L-関数はオイラー積
{\displaystyle L(\chi ,s)=\prod _{p}{\frac {1}{1-\chi (p)p^{-s}}}}
をもつ。
L-関数もゼータ関数と同様、全複素数平面上に解析接続され、関数等式をもつ。また、非自明な零点の実部はすべて 1/2 であるという、リーマン予想と同様な予想が考えられておりこれを一般化されたリーマン予想（Generalised Riemann Hypothesis；GRHと略される）と呼ぶ。
その他にも、L-関数にはジーゲルの零点の存在の問題がある。これは実軸上に正の零点が存在するかもしれないという問題で、存在しても高々一つであることが知られているがいまだに解決されていない。この例外的な実零点は、この問題に大きな結果を残したジーゲルにちなんでジーゲルの零点と呼ばれている。この問題のために、リーマンの素数公式の類似である算術級数中の素数分布の有効な公式を得ることができていない。

## 関連図書
- Haruzo Hida: Elementary theory of L-functions and Eisenstein series, Cambridge Univ. Press, ISBN 0-521-43569-2 (1993年).
- 高木貞治：「初等整数論講義　第2版」、共立出版、ISBN 978-4-320-01001-7 (1971年10月15日)。附録§59."算術級数中の素数"。
- 末綱恕一：「解析的整數論」、岩波書店（1950年2月10日)。第三章"ディリクレのＬ函数”。